# Warfield (Virginie)
Pour les articles homonymes, voir Warfield (homonymie).
Warfield est une census-designated place située dans le comté de Brunswick, dans l’État de Virginie, aux États-Unis. Lors du recensement de 2020, elle comptait 104 habitants.